# ماریان کروزیک
ماریان کروزیک (انگلیسی: Marianne Krawczyk) فیلمنامه‌نویس و نویسنده بازی ویدئویی اهل ایالات متحده آمریکا است. او بیشتر برای فعالیتش در فرنچایز خدای جنگ شناخته شده‌است. او در سال ۲۰۰۷ برای نویسندگی بازی خدای جنگ ۲ یک جایزه بازی فرهنگستان بریتانیا را کسب کرد.